# Stadler FLIRT
 (février 2016).
Le FLIRT (abréviation de l'allemand Flinker Leichter Innovativer Regional-Triebzug, qui signifie « automotrice innovante agile et légère pour trafics régionaux », aussi traduit en anglais Fast Light Innovative Regional Train) est une rame automotrice conçue et construite par l'entreprise Suisse Stadler Rail.
Les versions du FLIRT pour les Chemins de fer fédéraux suisses (CFF) sont les RABe 523, RABe 521, RABe 522, RABe 524. De nombreuses variantes existent.

## Caractéristiques

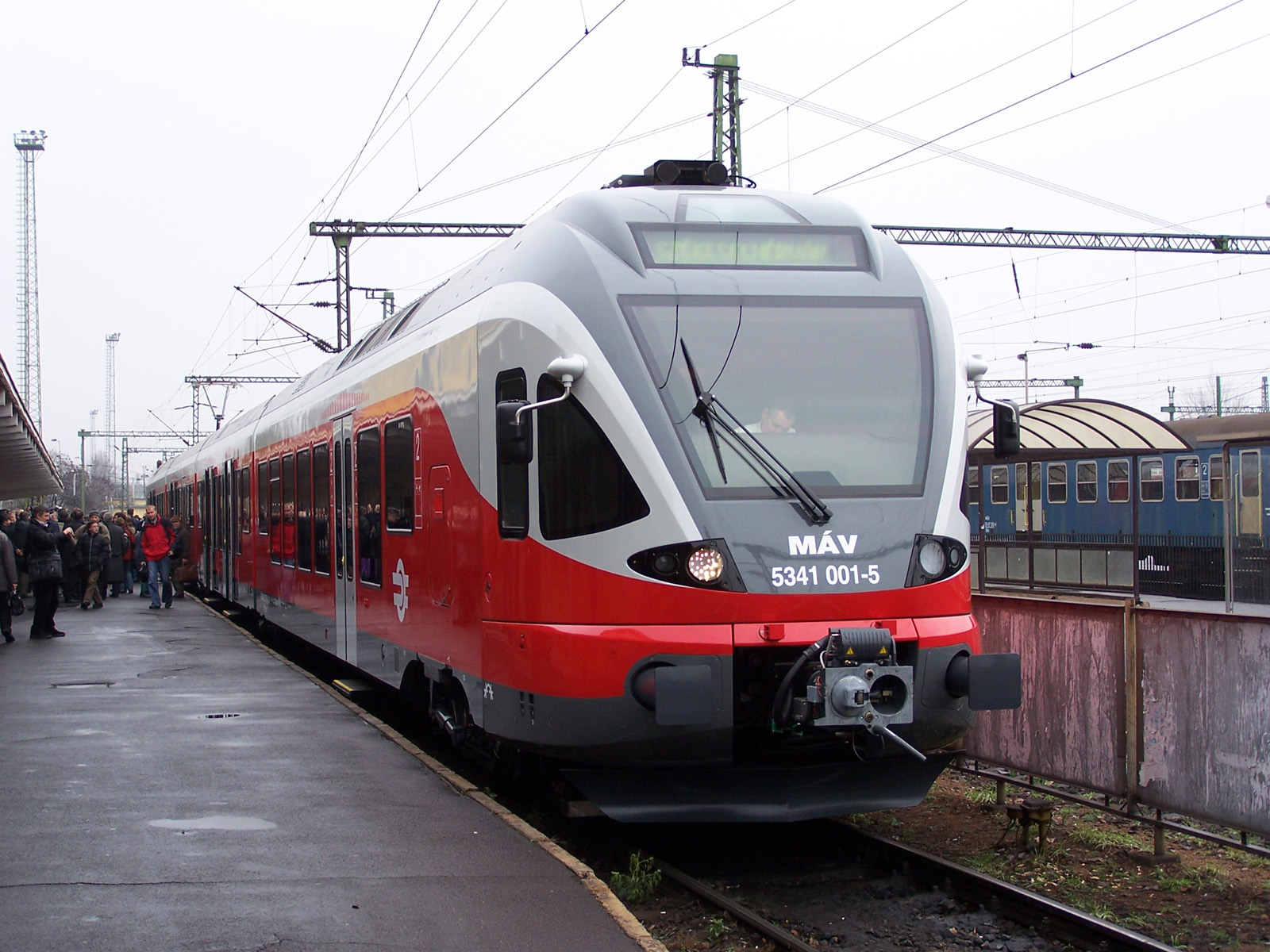
Un FLIRT de MAV (Chemins de Fer Hongrois) à Székesfehérvár

La FLIRT est une rame articulée composée de deux à six voitures (ou caisses) avec une motorisation répartie par l'intermédiaire de bogies de type jacobs. Selon la numérotation du matériel moteur des chemins de fer suisses, les types de train sont de la forme x/y (x étant le nombre d'essieux moteur, et y le nombre total d'essieux). Une FLIRT 2/8 est alors une rame de trois voitures (avec quatre bogies à deux essieux) avec deux essieux motorisés ; un 4/12 une rame de cinq voitures avec quatre essieux motorisés. Le (ou les) bogie(s) moteur(s) sont placés aux extrémités. L'équipement de traction est réparti entre le compartiment placé derrière la cabine de conduite et des caissons placés en toiture. Du fait des conditions hivernales rencontrées dans leur région, les rames norvégiennes ont un troisième bogie moteur au milieu de la rame.
La puissance est normalement de 500 kW par essieu moteur. Alors que la version originale circulant en Suisse a un plancher à 57 cm sur la voie, il y a aussi des versions pour des quais d'une hauteur de 76 cm.
La vitesse maximale du FLIRT160 est de 160 km/h et de 200 km/h pour la version FLIRT200. Les rames disposent d'attelages automatiques pour former des unités multiples.

## Versions

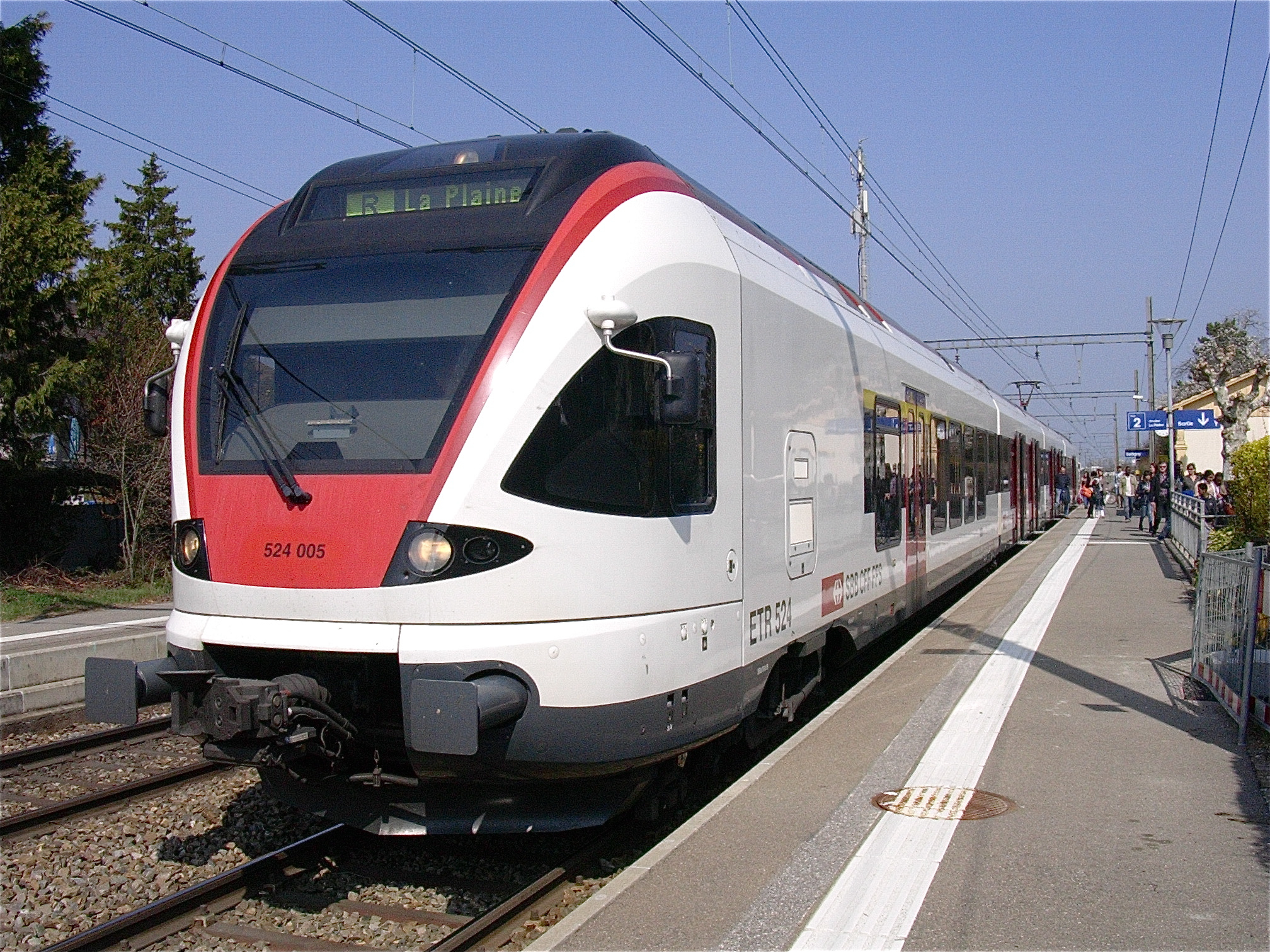
Un type ETR524, bicourant CFF

Des variations du FLIRT sont en service en Suisse, Allemagne, Italie (ETR 330, ETR 340…), Autriche, Hongrie, Pologne, Finlande, Norvège, Algérie, Russie et États-Unis. Des modèles adaptés à la voie large circulent en Finlande (écartement de 1 524 mm), ainsi qu'en Biélorussie (écartement de 1 520 mm). À la fin de 2021, plus de 2 000 FLIRT ont été vendus dans 20 pays. En 2023, la vente de FLIRT a passé le cap de 2 500 véhicules. Les FLIRTs sont utilisés dans 21 pays d'Europe et d'Afrique du Nord.

## Opérateurs

### Algérie
En 2006, l'entreprise ferroviaire algérienne SNTF commande 64 rames pour réseau ferré de la banlieue d'Alger. Les premières sont livrées dès la fin mai 2008 et commencent à assurer les services commerciaux un an après, le 2 mai 2009.
| Série   | Image | Opérateur | Mise en service | Nombre de rames | Nombre de caisses | Alimentation | Commentaires                                          |
| ------- | ----- | --------- | --------------- | --------------- | ----------------- | ------------ | ----------------------------------------------------- |
| RBe 541 |       | SNTF      | 2008-2010       | 64              | 4                 | 25 kV 50 Hz  | série affectée au réseau ferré de la banlieue d'Alger |

### Allemagne
L'entreprise de leasing ferroviaire Alpha trains a commandé 16 rames à quatre caisses pour la WestfalenBahn en 2013. Ces rames devraient être en service en 2015.
Keolis Deutschland, filiale du groupe SNCF, exploite en Allemagne 62 Automotrices Flirt 1, louées à Alpha Trains Europa.
Pour la déserte des lignes appelées Moselux, Coblence - Trêves - Perl et Coblence - Kaub en 2024, Stadler livrera 19 Flirts XXL, quatre caisses longues de 86,90 mètres, pour 255 places assises, accessibles par 7 portes. La puissance est augmentée à 2750 kW.
En 2023, Stadler Rail signe un contrat avec VIAS Rail GmbH, filial de RATH pour la livraison de huit véhicules FLIRT, avec des carrosseries extra-longues dès 2025, pour les liaisons RB 19 et RE 10, le long du Rhin entre Coblence, Neuwied et Francfort. Les automotrices sont équipées de la dernière version du système de contrôle des trains « Guardia », d'accès pour les personnes à mobilité réduite, du WiFi et de prises électriques dans tous les wagons. La commande peut opter pour 27 véhicules.

### Biélorussie
La compagnie nationale biélorusse a commandé en 2013 six rames à cinq caisses pour une livraison entre 2013 et 2014.
Stadler a construit une usine ultramoderne à Fanipal, à 25 kilomètres de Minsk en 2013. À la suite de la guerre en Ukraine, la société a commencé à délocaliser une partie de la production de son usine de Fanipal vers d’autres sites en Europe, principalement dans l’usine polonaise de Siedlce et en Suisse , .

### Espagne
Le 17 décembre 2023, la compagnie Chemins de fer de la généralité de Catalogne a commandé à Stadler Rail, 4 automotrices FLIRT, pour un montant de 44 millions d'Euros. Elles seront exploitées dès 2025 sur la ligne Lleida - Manresa.

### Hongrie
En 2013, la compagnie hongroise MÁV commande 42 rames Stadler Flirt à l'entreprise suisse Stadler pour une livraison jusqu'en 2015, portant un total de 112 rames commandées pour la circulation sur le réseau hongrois.
En 2016, 10 rames sont commandées par l'opérateur Győr-Sopron-Ebenfurti Vasút - qui a déjà commandé 10 rames en 2013 conjointement avec MÁV, pour une livraison d'ici à 2018.
En 2019, les 20 EMU FLIRT ont été livrés

### Estonie
En 2010, deux commandes sont passés auprès de Stadler par la compagnie nationale, la première de 80 millions d'euros comprenant 12 rames à trois caisses et six à deux caisses, et la seconde de 60 millions d'euros avec huit rames de trois caisses et six de quatre caisses. Le tout est apte à 160 km/h et les livraisons débutent fin 2012, 18 jusqu'en 2013 et 10 en 2014,.

### États-Unis
En juin 2015, Stadler remporte une commande de 8 rames à propulsion diesel-électrique de type Flirt 3 auprès de la société de transport Trinity Metro (en) opérant les transports publics de Fort Worth au Texas, pour leur projet TEXRail (en). Il s'agit de la première commande de modèle Flirt pour les États-Unis. Afin de respecter la loi américaine qui prescrit que 60 % de la valeur ajoutée doit être réalisée sur le sol américain, Stadler Rail a décidé d’y construire une nouvelle usine.
| Série   | Image | Opérateur                  | Mise en service | Nombre de rames | Nombre de caisses     | Traction          | Commentaires       |
| ------- | ----- | -------------------------- | --------------- | --------------- | --------------------- | ----------------- | ------------------ |
| Flirt 3 |       | Trinity Metro (en) (The T) | 2018            | 8               | 4 +1 motrice centrale | Diesel-électrique | Ligne TEXRail (en) |

### Finlande
Le 29 novembre 2022, le groupe finlandais VR et Stadler Rail signent un contrat pour l'achat de 20 FLIRT avec une option de 50 rames supplémentaires. Le contrat prévoit aussi la fourniture de pièces de rechange ainsi que de la maintenance. Ces trains sont destinés à être déployés dans la capitale Helsinki et la région de Tampere. La première livraison est prévue pour 2026. Ils sont adaptés aux conditions hivernales difficiles en Finlande. Les trains à quatre voitures offrent de la place pour 796 passagers, dont 356 sont assises. La vitesse maximale est de 160 km/h.

### Italie
24 rames FLIRT, baptisées ETR 340, sont commandées par Sistemi Territoriali en 2006 à Stadler Rail et mises en service en 2008 afin d'assurer des services suburbains de Vénétie.
La région autonome de la Vallée d'Aoste passe commande après appel d'offres en 2015 pour 5 rames FLIRT 3 bi-modes, baptisées BTR 813, afin de réaliser des liaisons Regionale Veloce sans rupture de charge entre les gares de Turin-Porta-Susa et Aoste. Le contrat prévoit également une tranche optionnelle de 5 autres rames, dont 3 ont été commandées.
En 2018, les FNM passent commande de 30 FLIRT Diesel/électriques ainsi qu'une option pour 20 trains supplémentaires, baptisé ATR 803, appelé aussi Colleoni (Stadler Rail), 50 trains hybrides (diesels-électriques avec batteries de puissance).

### Lituanie
L'opérateur ferroviaire lituanien LTG Link et Stadler ont signé le 21 juin 2023 un contrat d'achat de 15 unités multiples FLIRT, avec une option pour 13 véhicules interurbains supplémentaires électriques, de 15 unités multiples électrique et batterie d'une autonomie de 100 km et de 11 pour une autonomie de 70 km. Un contrat de support et de fourniture de pièces de rechange durant 10 ans a également été signé.

### Norvège
Après une commande de 50 rames en 2008, la compagnie nationale norvégienne NSB a commandé en 2013 16 rames à cinq caisses supplémentaires à Stadler pour une livraison de 2014 à 2015.

### Pologne
L'agglomération de Łódź a commandé 20 rames de deux caisses en 2012, pour un montant de 163 millions de dollars.
La compagnie ferroviaire de Mazovie Koleje Mazowieckie, a conclu un accord-cadre pour la livraison de 71 rames automotrices sur mesure FLIRT. D'un montant de 2,2 milliards de zlotys. Une nouvelle commande de 15 FLIRT 3 a été faite en 2021, pour une livraison en 2022.
Le 26 juin 2024, la compagnie Koleje Mazowieckie a signé un nouveau contrat avec Stadler Rail, pour la livraison de 50 unités multiples FLIRT électriques de cinq voitures, pour un volume d'environ 750 millions d'Euros, financés par des fonds européens. La commande comprend également la maintenance sur 18 ans. Les nouveaux trains circuleront sur les itinéraires suivants : de Varsovie à Dęblin, Skierniewice, Żyrardów et Pilawa ; de Varsovie à Radom, Działdowo et Ciechanów ; de Varsovie à Mińsk Mazowiecki, Łowicz et Sochaczew et de Varsovie à Ostrołęka, Małkinia, Łochów et Tłuszcz.

### Royaume-Uni
En octobre 2016, Stadler décroche auprès du britannique Abellio East Anglia une commande de 610 mio GBP pour la livraison de 58 rames diesel et diesel-électrique. Les 58 rames seront disponibles en version diesel et électrique. Les trains circuleront sur les lignes entre Londres et Norwich, de l'aéroport de Stansted et dans la région Est Anglie.
| Série      | Image | Opérateur           | Mise en service | Nombre de rames | Nombre de caisses                    | Traction               | Commentaires |
| ---------- | ----- | ------------------- | --------------- | --------------- | ------------------------------------ | ---------------------- | ------------ |
| Flirt 3 UK |       | Abellio East Anglia | 2019            | 24              | 12                                   | 25 kV 50 Hz Electrique |              |
| Flirt 3 UK | 24 14 | Abellio East Anglia | 2019            | 4 3             | Hybrid 25 kV 50 Hz Diesel électrique |                        |              |

En février 2019, Transport for Wales Rail (en) commande 24 automotrices trimodes (électrique, diesel, batteries), dont 7 à trois caisses, 17 à quatre caisses. Ces automotrices sont entrées en service commercial en 2022.

### Serbie

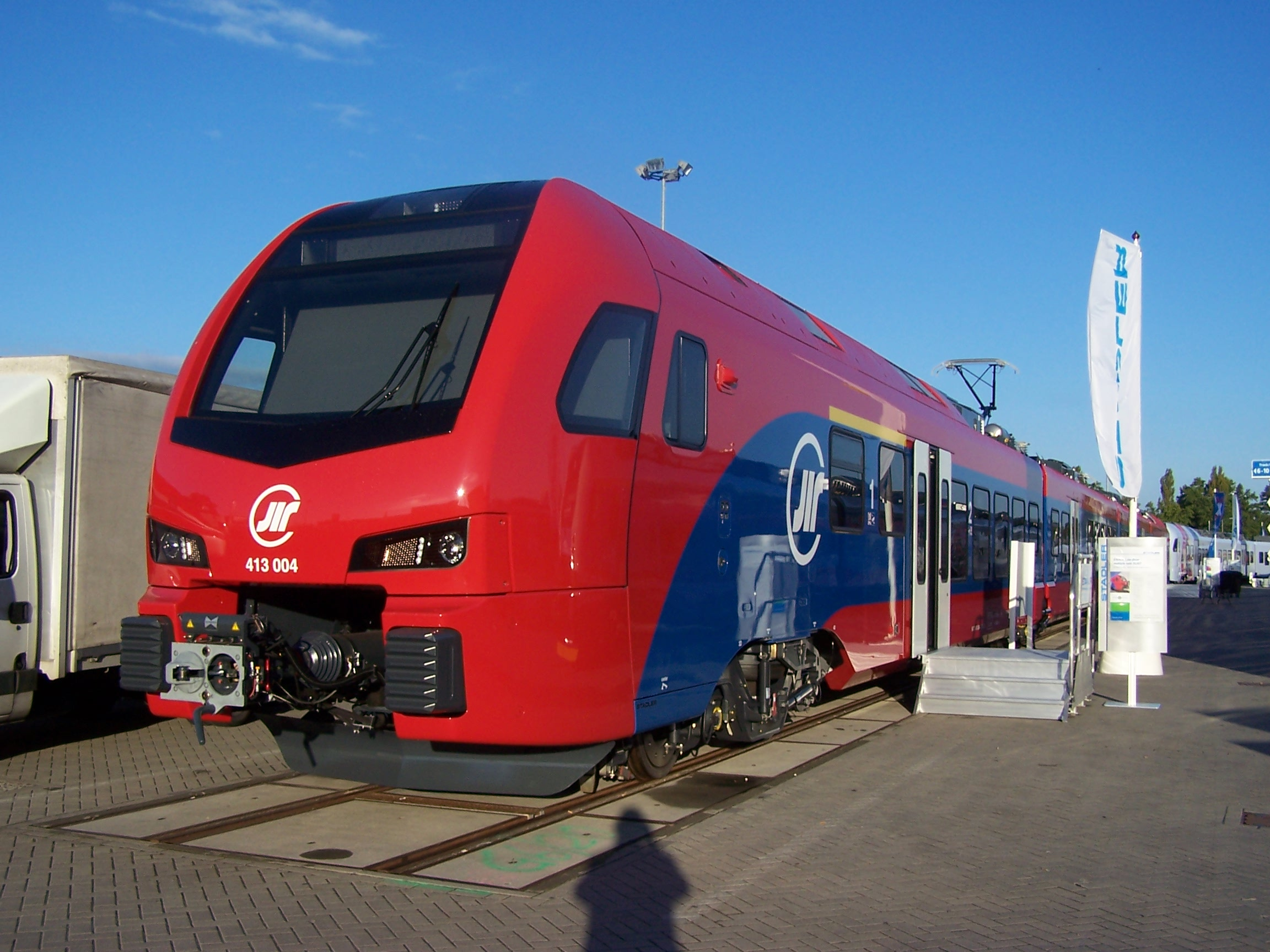
Rame 413 004 lors de l'exposition InnoTrans 2014 à Berlin

En mars 2013, la compagnie nationale serbe ŽS passe commande de 21 rames à quatre caisses destinées à la desserte de la banlieue de Belgrade.
En 2021, Srbija Voz et Stadler ont signé un accord pour la livraison de 18 FLIRT UM. Ils seront utilisés sur toutes les lignes régionales de Serbie. D'une structure légère en aluminium, ces rames répondent aux normes en vigueur pour la résistance aux chocs et les portes donnent un accès sans marche, conformes pour les personnes à mobilité réduite. Il y a également la climatisation et la vidéosurveillance intérieure et extérieure. Les véhicules sont composés de quatre caisses pour une longueur de 80.7 mètres et pouvant accueillir 473 passagers.

### Suède
La filiale de l’entreprise de transport hong-kongaise MTR a commandé six rames à cinq caisses Flirt pour effectuer une liaison Stockholm - Göteborg à l'horizon 2014.
En 2025, Stadler Rail a signé un contrat avec la société suédoise A-Train AB pour la fourniture de sept trains FLIRT avec une option pour un véhicule supplémentaire. Ils circuleront entre l'aéroport d'Arlanda et la gare centrale de Stockholm à partir de fin 2029, sur Arlanda Express.

### Suisse
En Suisse, de nombreuses compagnies possèdent ce matériel. Mises en service dès 2004 au sein de la flotte SBB CFF FFS, la compagnie nationale les exploite pour le service régional de nombreuses régions.
Les Chemins de fer fédéraux suisses possèdent :
| Série    | Image | Opérateur    | Mise en service | Nombre de rames | Nombre de caisses | Traction                  | Commentaires |
| -------- | ----- | ------------ | --------------- | --------------- | ----------------- | ------------------------- | --- |
| RABe 521 |       | CFF          | 2004 - 2006     | 30              | 4                 | 15 kV 16.7 Hz             | Première série, numérotés 001à 030. Affectée au RER trinational de Bâle |
| RABe 521 |       | CFF          | 2004 - 2006     | 9               | 4                 | 15 kV 16.7 Hz             | Deuxième série, numérotés 001à 030. Affectée au Seehas (de) |
| RABe 522 |       | Lemanis, CFF | 2011 - 2019     | 32              | 4                 | 15 kV 16.7 Hz 25 kV 50 Hz | Suite à l'echec de l'homologation FR de la première Serie, 9 rames ont été convertie en RABe 521. Circulent en RegioExpress sur les lignes Bienne - Delémont - Delle - Meroux et Frasne - Pontarlier - Neuchâtel |
| RABe 523 |       | CFF          | 2004 - 2017     | 73              | 4                 | 15 kV 16.7 Hz             | |
| RABe 523 |       | CFF          | 2021 - 2022     | 14              | 4                 | 15 kV 16.7 Hz             | Version TSI achetée par le Canton de Vaud et les CFF pour le RER Vaud. |
| RABe 523 |       | CFF          | 2021 -          | 7               | 4                 | 15 kV 16.7 Hz             | Version longues distances nommées Mouette. Une option de 7 autres rames (508 à 514) est prévue. |
| RABe 524 |       | TIlo         | 2006 - 2008     | 19              | 4                 | 15 kV 16.7 Hz 3 000 V CC  | Désignée ETR 150 en Italie. |
| RABe 524 |       | TIlo         | 2006 - 2008     | 11              | 6                 | 15 kV 16.7 Hz 3 000 V CC  | Désignée ETR 524 en Italie. |
| RABe 524 |       | TIlo         | 2020 -          | 5               | 6                 | 15 kV 16.7 Hz 3 000 V CC  | Les FNM (compagnie partenaire du réseau TiLo) ont également commandé en 2018, neuf automotrices de même type désignée ETR 524                                                                                    |

Les TPF possèdent 8 RABe 527  circulant sur le Réseau express régional fribourgeois :
| Série    | Image | Opérateur | Mise en service | Nombre de rames | Nombre de caisses | Traction      | Commentaires                                                                                     |
| -------- | ----- | --------- | --------------- | --------------- | ----------------- | ------------- | ------------------------------------------------------------------------------------------------ |
| RABe 527 |       | TPF       | 2011            | 4               | 4                 | 15 kV 16.7 Hz | Première série, numérotés 191 à 194                                                              |
| RABe 527 |       | TPF       | 2014            | 4               | 4                 | 15 kV 16.7 Hz | Deuxième série, numérotés 195 à 198. La rame 198 est parée d'une livrée bleue « Groupe Grisoni » |

Les Transports publics neuchâtelois possèdent  : 
| Série    | Image | Opérateur | Mise en service | Nombre de rames | Nombre de caisses | Traction      | Commentaires |
| -------- | ----- | --------- | --------------- | --------------- | ----------------- | ------------- | ------------ |
| RABe 527 |       | TransN    | 2007-2009       | 3               | 4                 | 15 kV 16.7 Hz |              |
| RABe 523 |       | TransN    | 2017            | 4               | 4                 | 15 kV 16.7 Hz |              |

Le Südostbahn possède  :
| Série                | Image | Opérateur  | Mise en service | Nombre de rames | Nombre de caisses | Traction      | Commentaires |
| -------------------- | ----- | ---------- | --------------- | --------------- | ----------------- | ------------- | ------------ |
| RABe 526 SOB FLIRT   |       | Südostbahn | 2007 - 2013     | 23              | 4                 | 15 kV 16.7 Hz |              |
| RABe 526 SOB FLIRT 3 |       | Südostbahn | 2019 - 2025     | 13              | 4                 | 15 kV 16.7 Hz |              |
| RABe 526 Traverso    |       | Südostbahn | 2019 - 2024     | 30              | 8                 | 15 kV 16.7 Hz |              |

La compagnie BLS a signé avec Stadler Rail un contrat portant sur 52 trains RABe 528 de type FLIRT. Les premières livraisons ont eu en septembre 2020 pour une mise en service à partir de mai 2021,,,. La dernière unité de type InterRegio/RegioExpress a été livrée en mai 2023. Une seconde commande de sept automotrices supplémentaires de type InterRegio/RegioExpress a été annoncée à la fin du mois de janvier 2024. Elle vise à permettre l'exploitation de la nouvelle ligne IR 56 (Bienne - Bâle) en coopération avec les CFF à partir de l'horaire 2025,.
| Série    | Image | Opérateur | Mise en service | Nombre de rames | Nombre de caisses | Traction                | Commentaires                    |
| -------- | ----- | --------- | --------------- | --------------- | ----------------- | ----------------------- | ------------------------------- |
| RABe 528 |       | BLS       | 2021            | 28              | 6                 | 15 kV 16.7 Hz           | Réseau express régional bernois |
| RABe 528 | 24    | BLS       | 2021            | 6               | 15 kV 16.7 Hz     | InterRegio/RegioExpress |                                 |

En 2022, le Tribunal administratif fédéral suisse a rejeté l'appel du soumissionnaire Alstom perdant de l'année dernière, les CFF, Thurbo, RegionAlps ont signé avec Stadler un contrat de 510 unités multiples FLIRT à un niveau, avec livraison dans un premier temps de 286 unités, dont 155 à quatre voitures pour les CFF, 24 à quatre voitures pour RégionAlpes. Pour sa part, Thurbo recevra 19 FLIRT à quatre voiture et 88 à trois voitures. Les premiers trains devraient entrer en service courant 2026.
En septembre 2024, la compagnie du Sihltal Zürich Uetliberg Bahn a commandé à Stadler Rail, 17 FLIRT pour remplacer les huit trains à deux étages, pour une somme de 160 milliuons de francs suisses. Ils doivent être en circulation dès l'été 2028 et une option a été signée pour des dix trains supplémentaires.

### République tchèque
Utilisée depuis 2011 par la compagnie privée LEO Express, dont une des rames, entre les villes de Prague et Bohumín, a été le 29 juillet 2014 pilotée pour la première fois par une femme, une jeune conductrice de 25 ans, Helena Záleská[réf. souhaitée].

## FLIRT Akku
De nombreuses lignes de chemin de fer en Europe ne sont pas électrifiées ou que partiellement. Financée par le ministère fédéral allemand des Affaires économiques et de l'Énergie, Stadler a lancé un projet de recherche, en collaboration avec l'université technique de Berlin et la société d'électricité EWE, pour l'utilisation d'un train à batteries, une alternative aux trains Diesel. Ce projet a été lancé en 2018 et s'est terminé avec succès puisque l'autonomie complète avec les batteries a atteint 185 km. Le train peut rouler à 140 km/h, les batteries (Type Intilion) étant rechargées sur les parties électrifiées du réseau ou sur des bornes en gare, les rames étant équipées d'un pantographe. De plus, les batteries peuvent également être rechargées grâce à l'énergie générée lors du freinage.
Stadler a déjà décroché sa première commande majeure, le Land du Schleswig-Holstein a commandé 55 rames de ce type pour un montant de 600 M€, incluant un contrat de maintenance sur 30 ans de ces rames bicaisses. Les modules de batterie seront fabriqués par ABB à Baden, en Suisse et intégrés dans les systèmes de stockage d'énergie de l'usine de technologie d'entraînement d'ABB à Minden, en Allemagne.
Avec son trajet Berlin et Warnemünde, Stadler Rail a fait inscrire au Livre Guinness des records, le train FLIRT Akku pour son autonomie de 224 km uniquement avec ses batteries. Le véhicule à trois caisses a été approuvé par l'Office fédéral allemand des chemins de fer (EBA) et a parcouru plus de 15 000 kilomètres en mode batterie, dans des conditions pas nécessairement idéales pour des batteries. Après la première commande pour le Land du Schleswig-Holstein, en novembre 2021, la société a décroché une nouvelle commande de 44 rames par la Deutsche Bahn Regio. Stadler livrera au moins 113 véhicules dotés de technologies de propulsion alternatives au cours des cinq prochaines années.
Aux États-Unis, l'université de l'Utah, le Centre de recherche en ingénierie ASPIRE et Stadler Rail ont signé un contrat pour le développement d'un train à batterie, dont l'objectif est le développement d'une unité multiple en deux parties, avec des batteries adaptées au marché américain et pour adapter les véhicules à la règlementation et aux infrastructures de ce pays.
Stadler travaille également sur des trains à hydrogène. Lors de l'exposition InnoTrans de Berlin du 20 au 23 septembre 2022, Stadler Rail et la San Bernardino County Transportation Authority (SBCTA) aux États-Unis, ont présenté le premier FLIRT H2, train à hydrogène pour le service voyageur en Californie. Le FLIRT H2 devrait entrer en service en 2024. Du 20 au 22 mars 2024, le Flirt H2 de Stadler, aux États-Unis, a battu le record du monde d’autonomie pour un train de voyageurs à pile à combustible, soit 2 803 kilomètres.
Les Chemins de fer fédéraux autrichiens (ÖBB) et Stadler Rail ont signé un accord-cadre pour l'achat de 120 trains-batteries dont 16 pour cet automne 2023. D'autre part, Stadler fournit également des trains à batteries pour le Schleswig-Holstein (55), le réseau Rhénanie-Palatinat (44) et 14 trains pour le réseau H de la Deutsche Bahn.